# Olenjabukten

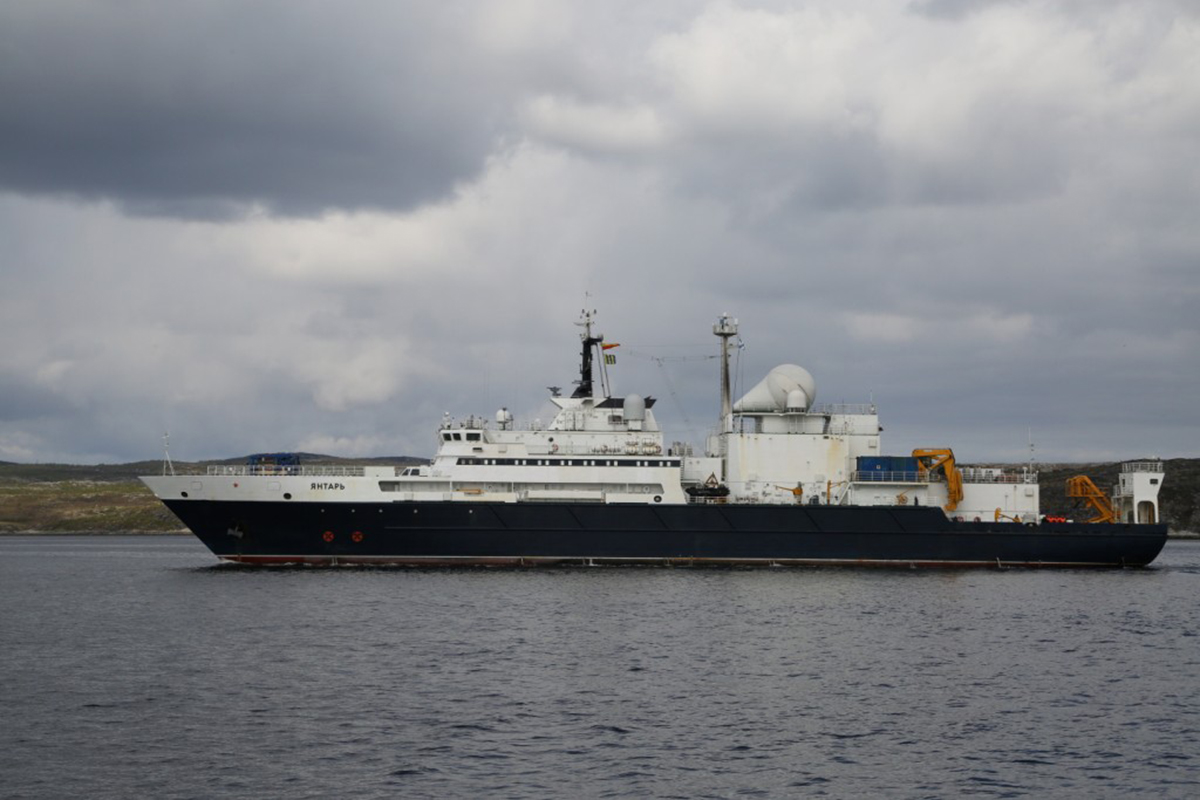
Jantar på väg in mot Severomorsk, 2018

Olenjabukten (ryska:Оленья губа, Olenja Guba) är en rysk flottbas i Murmansk oblast vid Barents hav på Kolahalvön. Petsamoälven mynnar i Olenjabukten, som är en förlängning av Murmanskfjorden (Kolabukten).
Flottbasen Olenjabukten ligger vid bukten. Den är hemmahamn för ubåtar som sköts av Norra flottan och opererar för Huvuddirektoratet för djuphavsforskning (Gugi). Huvuddirektoratet för djuphavsforskning är den hemligaste organisationen inom Ryska federationens försvarsministerium. Dess mål är att driva ubåtar som kan dyka djupt ner i havet, för att samla in underrättelser eller för att arbeta med installationer på havsbotten. Den är också engagerad i bland annat djuphavs- och oceanografisk forskning, sökning och räddning av sjunkna fartyg samt studier av effekten av stora djup på människans kropp.
Flottbasen antas också vara plats för träning av valar, förmodligen inkluderande den tama vitval, som i april 2019 upptäcktes vid Hammerfest i Finnmark och fick namnet Hvaldimir.
Flottbasen inhyser 29:e speciella ubåtskvadronen med nio kärnkraftdrivna stora ubåtar, miniubåtar samt några ytfartyg, bland annat Jantar. Basen har två täckta flytdockor för underhåll och på- och avrustning av ubåtar. Den största ubåten är världens största ubåt, K-329 Belgorod, en ombyggd ubåt av Oskar II-klassen, som kan bära en mindre ubåt på undersidan.